# Эньпин
Эньпи́н (кит. упр. 恩平, пиньинь Ēnpíng) — городской уезд городского округа Цзянмэнь провинции Гуандун (КНР).

## История
Ещё во времена империи Хань в 219 году был создан уезд Сыпин (思平县). В эпоху Троецарствия, когда эти земли оказались в составе государства У, он был переименован в Хайань (海安县). После объединения китайских земель в империю Цзинь уезду было возвращено название Сыпин. В эпоху Южных и северных династий, когда эти земли находились в составе южной империи Ци, уезд был переименован в Циань (齐安县), и в нём разместились власти Цианьского округа (齐安郡). После объединения китайских земель в империю Суй Цианьский округ был в 590 году расформирован, а в 598 году уезд вновь получил название Хайань. После смены империи Суй на империю Тан уезд был в 622 году вновь переименован в Циань. В 649 году в нём разместились власти Эньчжоуской области (恩州). В 757 году уезд получил название Эньпин (恩平县).
Во времена империи Сун власти Эньчжоуской области в 972 году переехали в уезд Янцзян, а в 976 году и уезд Эньпин был присоединён к уезду Янцзян. Вновь уезд Эньпин был выделен из уезда Янцзян лишь в 1466 году, во времена империи Мин.
После вхождения этих мест в состав КНР уезд вошёл в состав Специального района Юэчжун (粤中专区). В 1952 году административное деление провинции Гуандун было изменено, и уезд вошёл в состав Административного района Юэси (粤西行政区). В конце 1955 года было принято решение об упразднении административных районов, и с 1956 года уезд вошёл в состав нового Специального района Фошань (佛山专区). В ноябре 1958 года Специальный район Фошань был переименован в Специальный район Гуанчжоу (广州专区), но уже в январе 1959 года ему было возвращено прежнее название.
В декабре 1959 года уезд перешёл в состав нового Специального района Цзянмэнь (江门专区), и при этом был присоединён к уезду Кайпин. 2 апреля 1961 года Специальный район Цзянмэнь был переименован в Специальный район Чжаоцин (肇庆专区), после чего уезд Эньпин был снова выделен из уезда Кайпин. В июне 1963 года уезд вернулся в состав Специального района Фошань.
В 1970 году Специальный район Фошань был переименован в Округ Фошань (佛山地区).
1 июня 1983 года округ Фошань был расформирован, и уезд вошёл в состав городского округа Цзянмэнь.
4 марта 1994 года уезд Эньпин был преобразован в городской уезд.

## Административное деление
Городской уезд делится на 1 уличный комитет и 10 посёлков.

## Экономика
На шельфе района работают нефтегазовые платформы China National Offshore Oil Corporation.